# Biberach (powiat Ortenau)
Biberach – miejscowość i gmina w Niemczech, w kraju związkowym Badenia-Wirtembergia, w rejencji Fryburg, w regionie Südlicher Oberrhein, w powiecie Ortenau, wchodzi w skład wspólnoty administracyjnej Zell am Harmersbach. Leży w Schwarzwaldzie, nad rzeką Kinzig, ok. 15 km na południowy wschód od centrum Offenburga, przy drodze krajowej B33.